# Harry A. Hanbury
Harry Alfred Hanbury (* 1. Januar 1863 in Bristol, Großbritannien; † 22. August 1940 in Methuen, Massachusetts) war ein US-amerikanischer Politiker. Zwischen 1901 und 1903 vertrat er den Bundesstaat New York im US-Repräsentantenhaus.

## Werdegang
Harry Alfred Hanbury wurde während des viktorianischen Zeitalters in Bristol geboren. Seine Familie wanderte in die Vereinigten Staaten ein und ließ sich in New York City nieder, als er noch in einem jungen Alter war. Er besuchte dort öffentliche Schulen und graduierte an der Boys’ High School. Dann ging er kaufmännischen Geschäften nach und errichtete eine Eisenhütte.
Politisch gehörte er der Republikanischen Partei an. Er nahm als Delegierter in den Jahren 1896, 1898, 1900, 1902, 1906 und 1914 an den State Conventions teil. Bei den Kongresswahlen des Jahres 1900 wurde Hanbury im vierten Wahlbezirk von New York in das US-Repräsentantenhaus in Washington, D.C. gewählt, wo er am 4. März 1901 die Nachfolge von Bertram Tracy Clayton antrat. Er schied nach dem 3. März 1903 aus dem Kongres aus.
Danach war er vom März 1903 bis November 1909 United States Shipping Commissioner im Port of New York. Dann errichtete er eine Gießerei und eine Maschinenfabrik in Brooklyn. Darüber hinaus war er dort im Maschinenbau und der Schiffssanierung tätig. Er starb am 22. August 1940 in Metheun und wurde auf dem Green-Wood Cemetery in Brooklyn beigesetzt.